# KoldingQ
Maillots
Actualités
Le KoldingQ est un club danois de football féminin basé à Kolding. Il évolue actuellement en première division danoise.

## Histoire
Le club naît en 2007 d'un rapprochement entre le Kolding IF, le Nr. Bjært Strandhuse IF et le Kolding Boldklub sous le nom de Kolding FCQ. Si le Kolding IF se retire du projet au bout d'un an, le club continue sous le nom de KoldingQ. Le club atteint plusieurs fois la 3e place en championnat, derrière les indétrônables Fortuna Hjørring et Brøndby IF. Le meilleur résultat du club est une finale de coupe du Danemark en 2018. En 2019, le Kolding Boldklub se retire de la structure et le KoldingQ devient un club féminin indépendant, avec son propre centre d'entrainement et son propre stade, la Fynske Bank Arena, du nom de son nouveau sponsor.
En 2021, le club annonce sa fusion avec le Kolding IF.